# ميخائيل مايرز (لاعب كرة قدم أمريكية)
ميخائيل مايرز (بالإنجليزية: Michael Myers)‏ هو لاعب كرة قدم أمريكية أمريكي، ولد في 20 يناير 1976 في فيكسبيرغ في الولايات المتحدة.

## وصلات خارجية
- ميخائيل مايرز على موقع مرجع كرة القدم المحترفة.كوم (الإنجليزية)